# Beloetsjistan (provincie)
Beloetsjistan is een provincie van Pakistan en omvat grofweg het deel van de historische landstreek Beloetsjistan dat binnen de grenzen van Pakistan ligt. Naburige regio's zijn de Iraanse provincie Sistan en Beloetsjistan in het westen, meerdere Afghaanse provincies in het noorden, de Pakistaanse Federaal Bestuurde Stamgebieden in het noordoosten, en de overige Pakistaanse provincies Punjab en Sindh in het oosten. In het zuiden grenst Beloetsjistan aan de Arabische Zee. De hoofdstad is Quetta en de provincie heeft 12.344.408 inwoners (2017).

## Geografie
Beloetsjistan is met een oppervlakte van 347.190 km², qua oppervlakte de grootste provincie van Pakistan, maar heeft van de vier provincies wel het laagste inwoneraantal. De bevolkingsdichtheid is erg laag in verband met het bergachtige terrein en de schaarste van water. De zuidelijke regio van de provincie staat bekend als Makran en een regio in het centrum van Pakistaans Beloetsjistan heet Kalat.
De hoofdstad Quetta ligt in het noordoosten, in het dichtstbevolkte deel van de provincie. De stad is gelegen in een rivierdal, vlak bij de grens met Afghanistan, aan de weg naar het Afghaanse Kandahar in het noordwesten.

## Bevolking
In de periode 1972-2017 is de bevolking van Beloetsjistan vervijfvoudigd (zie: onderstaand tabel). In 2017 was het district Quetta het omvangrijkst met 2,3 miljoen inwoners, gevolgd door Kech (909 duizend), Khuzdar (802 duizend), Killa Abdullah (757 duizend), Pishin (736 duizend), Lasbela (574 duizend) en Jafarabad (513 duizend). De Beloetsjen vormen een kleine meerderheid. Andere grote etnische groepen zijn de Pathanen en de Brahui.
| Bevolking (1972) | Bevolking (1981) | Bevolking (1998) | Bevolking (2017) |
| ---------------- | ---------------- | ---------------- | ---------------- |
| 2.428.678        | 4.332.376        | 6.565.885        | 12.344.739       |

### Religie
| Religie in Beloetsjistan (2017) | Religie in Beloetsjistan (2017) | Religie in Beloetsjistan (2017) | Religie in Beloetsjistan (2017) | Religie in Beloetsjistan (2017) |
| ------------------------------- | ------------------------------- | ------------------------------- | ------------------------------- | ------------------------------- |
|                                 |                                 |                                 |                                 |                                 |
| Islam                           | Islam                           |                                 | 98,75%                          | 98,75%                          |
| Hindoeïsme                      | Hindoeïsme                      |                                 | 0,49%                           | 0,49%                           |
| Christendom                     | Christendom                     |                                 | 0,40%                           | 0,40%                           |
| Andere religies                 | Andere religies                 |                                 | 0,15%                           | 0,15%                           |
| Ahmadiyya                       | Ahmadiyya                       |                                 | 0,2%                            | 0,2%                            |

De grootste religie in Beloetsjistan is de islam. In de volkstelling van 2017 vormden moslims 98,75% van de bevolking. De grootste minderheidsreligies waren het hindoeïsme en het christendom.

## Economie
Aan de kust ligt de stad Gwadar. Tussen 2005 en 2010 heeft de Pakistaanse overheid, met behulp van de Chinezen hier een groot havencomplex aangelegd. De redenen hiervoor zijn deels om de Pakistaanse marine een extra marinebasis te geven en deels om te zorgen dat Pakistan minder afhankelijk wordt van Karachi, de enige grote haven van Pakistan.